# Dominik Auliczek

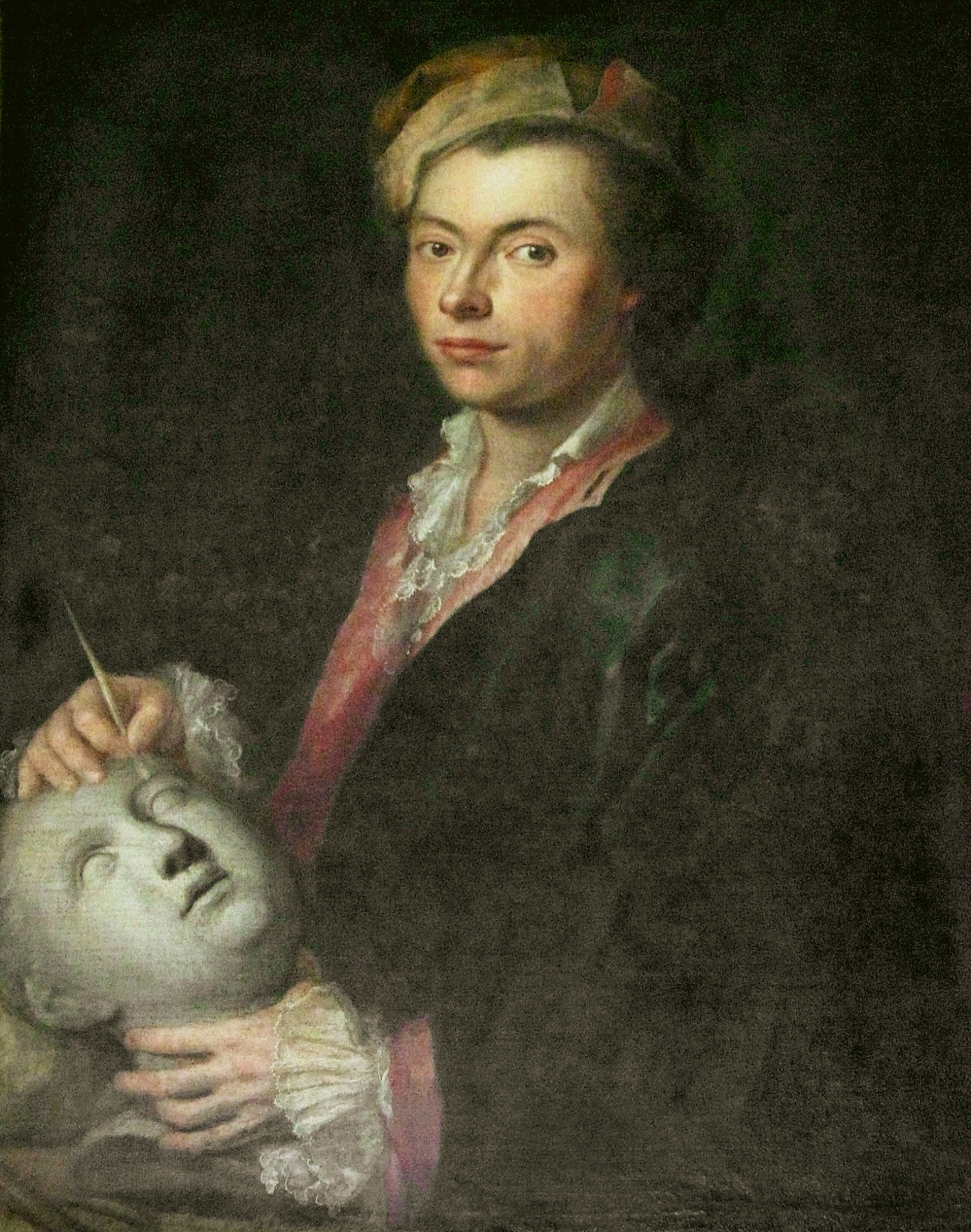
Dominik Auliczek, oljemålning av Joseph Weiss omkring 1770

Dominik Auliczek, född 1 augusti 1734, död 15 april 1804 i Nymphenburg, var en böhmisk bildhuggare och porslinsmodellör.
Dominik Auliczek studerade sex år vid den påvliga akademin i Rom, och anställdes 1765 vid Nymphenburgs porslinsfabriker, där han modellerade grupper och figurer för tillverkningen, bland annat en byst av porslin i naturlig storlek av greve Sigmund von Haimhausen. Bysten förvaras idag på nationalmuseum i München.